# 托斯頓 (蒙大拿州)
托斯頓（英語：Toston）是位於美國蒙大拿州布羅德沃特縣的普查規定居民點。

## 歷史
托斯頓的郵局自1882年營運至今。

## 人口
根據2020年美國人口普查的數據，托斯頓的面積為7.35平方千米，當中陸地面積為6.73平方千米，而水域面積為0.61平方千米。當地共有人口100人，而人口密度為每平方千米13.61人。